# Boys (singel Britney Spears)
Boys – czwarty singel Britney Spears wydany w USA, a piąty wydany w Australii i w Wielkiej Brytanii, pochodzący z płyty pt. Britney.
Piosenka została wydana w trzecim kwartale 2002 roku. Napisana i wyprodukowana przez The Neptunes. W utworze gościnnie wystąpił Pharrell Williams wchodzący w skład grupy The Neptunes. Piosenka znalazła się na ścieżce dźwiękowej do filmu Austin Powers i Złoty Członek.

## Teledysk
Reżyserem teledysku był Dave Meyers, współpracujący z Britney przy piosence „Lucky”. Pierwsza ze scen przedstawia Spears ubraną w suknię, przygotowującą się do imprezy. Akcja klipu rozgrywa się w wielkim zamku. W klipie pojawia się Pharrell Williams oraz Mike Myers, aktor z filmu Austin Powers i Złoty Członek.
Teledysk nominowany był do MTV Video Music Award w 2003 roku w kategorii najlepszy teledysk z filmu.

## Lista utworów
1. Boys (The Co-Ed Remix Featuring Pharrell Williams)
2. Boys (The Co-Ed Remix Featuring Pharrell Williams)
3. Boys (The Co-Ed Remix Featuring Pharrell Williams)(Instrumental)
4. Boys (Album Version)
5. Boys (Album Version) (Instrumental)

## Remiksy i oficjalne wersje piosenki
- Album Version 3:26
- Instrumental 3:26
- Co-Ed Remix ft. Pharrel Williams/The Co-Ed Remix 3:45
- Co-Ed Remix (Edit) ft. Pharrel Williams/The Co-Ed Remix 3:18
- Co-Ed Remix Instrumental 3:45
- Riprock ‘N’ Alex G. Remix 4:00